# Prunus havardii
Prunus havardii är en rosväxtart som först beskrevs av William Franklin Wight, och fick sitt nu gällande namn av Mason. Prunus havardii ingår i släktet prunusar, och familjen rosväxter. Inga underarter finns listade i Catalogue of Life.